# Daens
Daens – biograficzny dramat historyczny produkcji belgijsko-francusko-holenderskiej z 1992 roku w reżyserii Stijna Coninxa, opowiadający o życiu Adolfa Daensa. Adaptacja powieści Louisa Paula Boona z 1972 Pieter Daens of hoe in de negentiende eeuw de arbeiders van Aalst vochten tegen armoede en onrecht (pol. Pieter Daens, czyli jak w XIX wieku robotnicy z Aalst walczyli z ubóstwem i niesprawiedliwością). W 1993 film był nominowany do Oscara za najlepszy film obcojęzyczny.

## Produkcja
Film został wyprodukowany przez studia Dérives Productions z Francji, Favourite Films NV z Belgii i Shooting Star Filmcompany BV Holandii. Zdjęcia kręcono od sierpnia do grudnia 1991 roku, m.in. w Belgii (Aalst, Bruksela, Gandawa, Leuven), we Włoszech (Rzym) oraz w Polsce: w Łodzi (Księży Młyn, przędzalnia przy ul. Tymienieckiego) oraz w Piotrkowie Trybunalskim (ul. Starowarszawska). Premiera kinowa w Holandii odbyła się 25 lutego 1993, zaś we Francji 24 lutego 1994.
W 2008 scenariusz filmu zaadaptowano na potrzeby musicalu.

## Fabuła
Film przedstawia działalność księdza Adolfa Daensa (w tej roli Jan Decleir), który w latach 90. XIX w. powraca do rodzinnego Aalst. Dowiedziawszy się o warunkach pracy w lokalnym przemyśle tekstylnym, w tym pracy dzieci, wykorzystywaniu seksualnym pracowników, licznych wypadkach śmiertelnych i pracy po 13 godzin dziennie, za namową robotnicy Nette (Antje De Boeck) publikuje artykuły opisujące warunki pracy w przemyśle, po których parlament powołuje komisję śledczą. Działalności Daensa, sprzeciwia się Charles Woeste (Gérard Desarthe) – prezes Partii Katolickiej, który stara się zdyskredytować Daensa, przeciwstawiając przeciwko niemu papieża Leona XIII i króla Leopolda II. W wyniku swojej działalności politycznej Daens zostaje wydalony ze stanu duchownego. Ostatecznie Daens przekonuje belgijskich polityków, że warunki pracy w fabrykach muszą się poprawić, a pracownikom musi przysługiwać więcej praw.

## Obsada aktorska
- Jan Decleir – Adolf Daens
- Gérard Desarthe(inne języki) – Charles Woeste(inne języki)
- Michael Pas(inne języki) – Jan De Meeter(inne języki)
- Antje De Boeck(inne języki) – Nette
- Anna Grażyna Suchocka – Julia
- Iwona Hofman – Clarice
- Julia Banaszkiewicz – Nini
- Brunon Bukowski – członek komisji
- Andrzej Głoskowski – członek komisji
- Sławomir Maciejewski – dowódca żandarmów
- Leon Niemczyk – członek komisji
- Tadeusz Teodorczyk – członek komisji
- Ludwik Benoit – mężczyzna przy zwłokach Nini
- Genowefa Korska – Lisette
- Mirosław Jękot – członek bandy
- Dariusz Kowalski – członek bandy
- Jacek Łuczak – członek bandy
- Tadeusz Falana – członek bandy
- Jacek Sut – członek bandy
- Barbara Połomska – dama rozdająca zupę
- Wiesława Grochowska – dama rozdająca zupę[1]

## Nagrody i nominacje
| Rok  | Nagroda                                      | Kategoria                                  | Odbiorca (jeśli wskazano)                  | Wynik     |
| ---- | -------------------------------------------- | ------------------------------------------ | ------------------------------------------ | --------- |
| 1992 | Międzynarodowy Festiwal Filmowy w Valladolid | Srebrny Kolec dla najlepszego filmu        | Stijn Coninx                               | nagroda   |
| 1992 | Międzynarodowy Festiwal Filmowy w Valladolid | Nagroda publiczności dla najlepszego filmu | Nagroda publiczności dla najlepszego filmu | nagroda   |
| 1992 | Międzynarodowy Festiwal Filmowy w Valladolid | Złoty Kolec dla najlepszego filmu          | Złoty Kolec dla najlepszego filmu          | nominacja |
| 1992 | Międzynarodowy Festiwal Filmowy w Wenecji    | Nagroda OCIC – wyróżnienie honorowe        | Stijn Coninx                               | nagroda   |
| 1993 | Nagroda Akademii Filmowej                    | Najlepszy film obcojęzyczny                | Najlepszy film obcojęzyczny                | nominacja |
| 1993 | Europejska Nagroda Filmowa                   | Najlepszy aktor                            | Jan Decleir                                | nominacja |
| 1993 | Międzynarodowy Festiwal Filmowy w Szanghaju  | Najlepszy aktor                            | Jan Decleir                                | nagroda   |
| 1993 | Międzynarodowy Festiwal Filmowy w Szanghaju  | Najlepszy film                             | Najlepszy film                             | nagroda   |
| 1993 | Nagroda Josepha Plateau                      | Najlepszy belgijski aktor                  | Jan Decleir                                | nagroda   |
| 1993 | Nagroda Josepha Plateau                      | Najlepszy belgijska aktorka                | Antje De Boeck                             | nagroda   |
| 1993 | Nagroda Josepha Plateau                      | Najlepszy belgijski reżyser                | Stijn Coninx                               | nagroda   |
| 1993 | Nagroda Josepha Plateau                      | Najlepszy belgijski film                   | Najlepszy belgijski film                   | nagroda   |
| 1993 | Nagroda Josepha Plateau                      | Nagroda Box Office                         | Nagroda Box Office                         | nagroda   |
| 1993 | Międzynarodowy Festiwal Filmowy w Chicago    | Specjalna Nagroda Jury za zdjęcia          | Walther van den Ende                       | nagroda   |